# 雲林縣虎尾鎮虎尾國民小學
雲林縣虎尾鎮虎尾國民小學是臺灣雲林縣虎尾鎮的一間縣立國民小學，簡稱虎尾國小，創立於1918年，並於於1985年遷至現址。

## 校史
1918年（日治大正七年）創立土庫公學校五間厝分校，黃宗岳捐資獻地興建校舍。1921年（大正十年）獨立為虎尾公學校。1942年（昭和十七年）分設虎尾南國民學校（今立仁國小），改稱虎尾北國民學校。
台灣光復後，1946年（民國35年）改稱臺南縣虎尾鎮第一國民學校。1949年（民國38年）8月改稱臺南縣虎尾鎮北國民學校。1950年（民國39年）地方行政區域改制，改稱雲林縣虎尾鎮虎尾國民學校。1958年（民國47年）分設中正國民學校。1960年（民國49年）分設平和國民學校。
1968年（民國57年）實施九年國民教育，改稱雲林縣虎尾鎮虎尾國民小學。1968年（民國57年）9月成立啟智班。
1985年（民國74年）遷校至現址，當時校地2.41公頃。1986年（民國75年）奉准撥用毗鄰土地1.53公頃。1989年（民國78年）9月成立啟聰班。
2018年3月31日，虎尾國小創建滿一百年，舉行為期兩天的百年校慶，多達2,000名校友回訪。

## 歷任校長
- 1945年 莊文杞
- 1949年8月 彭春明
- 1966年9月 沈紹發
- 1982年9月 陳石柱
- 1994年2月1日 林敏彥
- 2005年2月1日 黃麒麟
- 2014年8月1日 張美琳
- 2022年8月1日 洪孟真

## 外部連結
- 官方网站